# Fenegriek
Fenegriek (Trigonella foenum-graecum) is een plant uit de vlinderbloemenfamilie (Fabaceae of Leguminosae). De plant wordt ook wel foenegriek of 'Grieks hooi' genoemd, en wordt toegepast als keukenkruid en als specerij. De soort komt oorspronkelijk uit Mesopotamië en was reeds in de oudheid bekend in het Middellandse Zeegebied. Tegenwoordig wordt fenegriek ook geteeld in Centraal-Azië. De wetenschappelijke naam van de soort werd in 1753 gepubliceerd door Linnaeus in Species plantarum. De naam 'foenum graecum' nam hij over van Gaspard Bauhin en Leonhart Fuchs.

## Culinaire toepassingen
Van fenegriek worden de zaden en de bladeren, zowel gedroogd als vers, gebruikt in de keuken. Ze hebben een kruidige, bittere smaak en ruiken licht naar vers hooi. Fenegriek wordt gebruikt in de Iraanse keuken, Indiase en Pakistaanse keuken (curry), de Arabische keuken (gebak en brood) en de Noord-Afrikaanse keuken (vlees en vis). De Indiase benaming is Methi. Fenegriekzaad is ook een bekend en populair kiemzaad om als kiemgroente op te kweken. Veel natuurvoedingswinkels verkopen zakjes zaad voor die bestemming.
Ook als toevoeging aan kaas vindt het toepassing, op vergelijkbare wijze als komijn en kruidnagel.

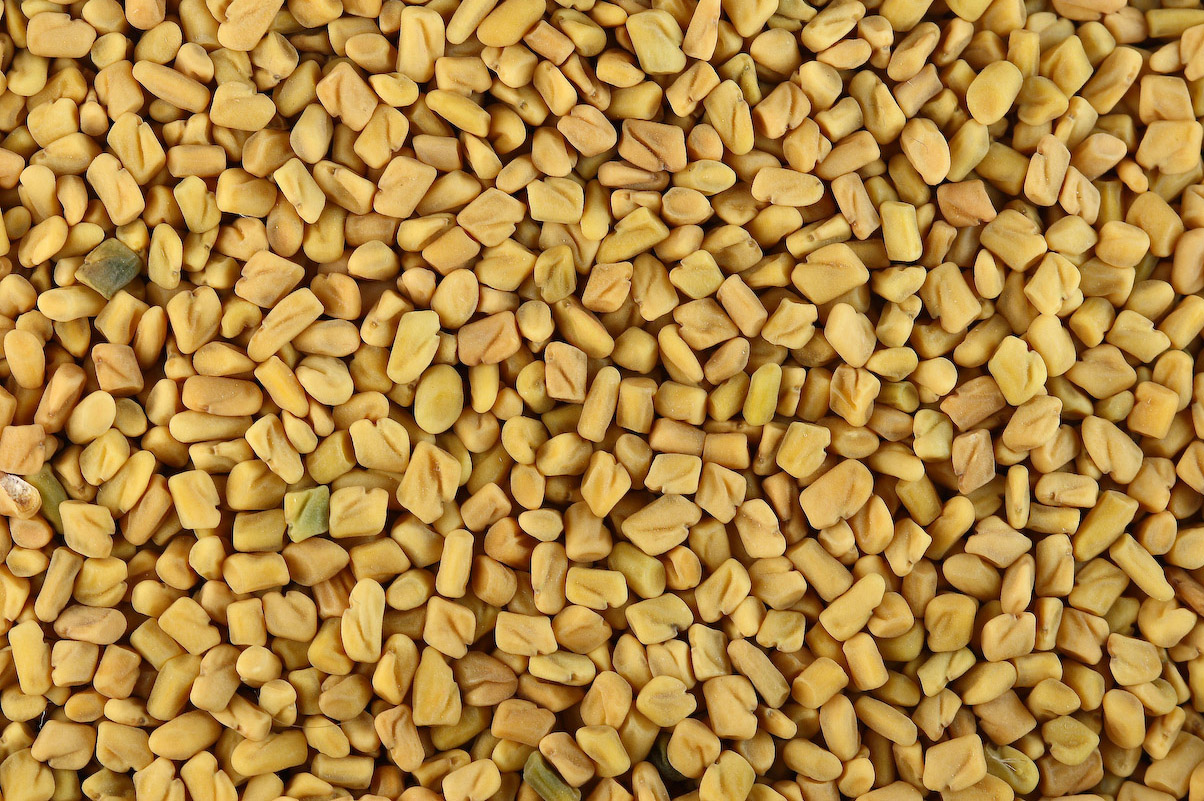
Zaden

## Medicinale toepassingen
Fenegriek is rijk aan ijzer en koper. Het bevat saponine en cumarinen. Fenegriek is te verkrijgen in capsules en kan gewichtstoename bevorderen (wordt gebruikt door mensen die te licht zijn en door gezond eten niet aankomen).
Uit dierstudies blijkt dat extracten van fenegriekzaden de bloedsuikerwaarden verlagen. Bij mensen zijn er aanwijzingen dat consumptie van fenegriekzaden de glucosetolerantie bij patiënten met diabetes kan verbeteren; de sterkte van dit effect is te vergelijken met farmaceutische interventie en levensstijlaanpassingen. Methodologisch zijn er wel vraagtekens bij deze studies te stellen, daarom is beter opgezet onderzoek naar dit verband nodig.

## Landbouwtoepassing
Fenegriekzaadpoeder is door de Europese Commissie toegelaten als gewasbeschermingsmiddel voor de bescherming van planten tegen bladschimmels, meer bepaald echte meeldauw (Uncinula necator) bij druif. Het wordt in water opgelost en versproeid over de bladeren. Het poeder van fenegriekzaden is zelf geen fungicide, maar het activeert het zelfverdedigingsmechanisme van de plant. De toelating werd op 24 juni 2003 aangevraagd door de Franse Société occitane de fabrications et de technologies (SOFT) en op 28 juni 2010 toegekend.

## Verband met de Noord-Europese uitbraak vanEscherichia coliO104:H4 in 2011
In juli 2011 verbood de Europese Unie tijdelijk alle invoer van enkele soorten groentezaden afkomstig uit Egypte. De EU nam deze beslissing om de invoer te voorkomen van met de Escherichia coli O104:H4-bacterie besmet fenegriekzaad, dat waarschijnlijk de bron was van de EHEC-uitbraak in Duitsland en Frankrijk.